# Lega Nazionale A 1972-1973
L'edizione 1972-1973 della Lega Nazionale A vide la vittoria finale del Basilea. Capocannonieri del torneo furono Ottmar Hitzfeld (Basilea) e Ove Grahn (Losanna), con 18 reti.

## Stagione

### Novità
Dalla Lega Nazionale A 1971-1972 sono stati retrocessi in Lega Nazionale B il Lucerna e il Biel/Bienne, mentre dalla Lega Nazionale B 1971-1972 sono stati promossi il Chiasso e il Friburgo.

## Squadre partecipanti
| Club              | Città             | Stadio                       | Stagione 1971-1972                                  |
| ----------------- | ----------------- | ---------------------------- | --------------------------------------------------- |
| Basilea           | Basilea           | St. Jakob Stadium            | 1º posto in Lega Nazionale A (Campione di Svizzera) |
| Chiasso           | Chiasso           | Stadio comunale Riva IV      | 1º posto in Lega Nazionale B (Neopromosso)          |
| Friburgo          | Friborgo          | Stade Saint-Léonard          | 2º posto in Lega Nazionale B (Neopromosso)          |
| Grasshoppers      | Zurigo            | Hardturm Stadion             | 3º posto in Lega Nazionale A                        |
| Grenchen          | Grenchen          | Stadion Brühl                | 9º posto in Lega Nazionale A                        |
| La Chaux-de-Fonds | La Chaux-de-Fonds | Stade de la Charrière        | 11º posto in Lega Nazionale A                       |
| Losanna           | Losanna           | Stade de la Pontaise         | 4º posto in Lega Nazionale A                        |
| Lugano            | Lugano            | Stadio comunale di Cornaredo | 9º posto in Lega Nazionale A                        |
| San Gallo         | San Gallo         | Stadion Espenmoos            | 12º posto in Lega Nazionale A                       |
| Servette          | Ginevra           | Stade Charmilles             | 8º posto in Lega Nazionale A                        |
| Sion              | Sion              | Parc des Sports              | 7º posto in Lega Nazionale A                        |
| Winterthur        | Winterthur        | Stadion Schützenwiese        | 6º posto in Lega Nazionale A                        |
| Young Boys        | Berna             | Wankdorfstadion              | 5º posto in Lega Nazionale A                        |
| Zurigo            | Zurigo            | Stadio Letzigrund            | 2º posto in Lega Nazionale A                        |

## Classifica finale
|  | Pos. | Squadra           | Pt | G  | V  | N | P  | GF | GS | DR  |
|  | ---- | ----------------- | -- | -- | -- | - | -- | -- | -- | --- |
|  | 1.   | Basilea           | 39 | 26 | 17 | 5 | 4  | 57 | 30 | +27 |
|  | 2.   | Grasshoppers      | 35 | 26 | 14 | 7 | 5  | 54 | 32 | +22 |
|  | 3.   | Sion              | 33 | 26 | 13 | 7 | 6  | 35 | 30 | +5  |
|  | 4.   | Servette          | 31 | 26 | 14 | 3 | 9  | 41 | 23 | +18 |
|  | 5.   | Winterthur        | 30 | 26 | 12 | 6 | 8  | 40 | 29 | +11 |
|  | 6.   | Losanna           | 28 | 26 | 11 | 6 | 9  | 46 | 27 | +19 |
|  | 7.   | Zurigo            | 28 | 26 | 10 | 8 | 8  | 38 | 33 | +5  |
|  | 8.   | Lugano            | 27 | 26 | 9  | 9 | 8  | 31 | 30 | +1  |
|  | 9.   | Young Boys        | 23 | 26 | 9  | 5 | 12 | 39 | 40 | -1  |
|  | 10.  | La Chaux-de-Fonds | 23 | 26 | 8  | 7 | 11 | 30 | 43 | -13 |
|  | 11.  | Chiasso           | 21 | 26 | 8  | 5 | 13 | 21 | 48 | -27 |
|  | 12.  | San Gallo         | 19 | 26 | 7  | 5 | 14 | 31 | 49 | -18 |
|  | 13.  | Friburgo          | 15 | 26 | 4  | 7 | 15 | 24 | 43 | -19 |
|  | 14.  | Grenchen          | 12 | 26 | 4  | 4 | 18 | 23 | 53 | -30 |

Legenda:
      Campione di Svizzera e qualificata in Coppa dei Campioni 1973-1974
      Vincitore della Coppa Svizzera 1972-1973 e qualificato in Coppa delle Coppe 1973-1974
      Qualificate in Coppa UEFA 1973-1974
      Retrocesse in Lega Nazionale B 1973-1974.
Note:

Due punti a vittoria, uno a pareggio, zero a sconfitta.

## Statistiche

### Classifica marcatori
| Gol |  |  | Giocatore           | Squadra           |
| --- |  |  | ------------------- | ----------------- |
| 18  |  |  | Ottmar Hitzfeld     | Basilea           |
| 18  |  |  | Ove Grahn           | Losanna           |
| 16  |  |  | Peter Risi          | Winterthur        |
| 11  |  |  | Walter Balmer       | Basilea           |
| 11  |  |  | Fernand Luisier     | Sion              |
| 10  |  |  | Jost Leuzinger      | San Gallo         |
| 10  |  |  | Hans-Jörg Pfister   | Servette          |
| 10  |  |  | Hanspeter Schild    | Young Boys        |
| 10  |  |  | Jean-Pierre Serment | La Chaux-de-Fonds |

## Verdetti finali
- Basilea Campione di Svizzera 1972-1973 e qualificato alla Coppa dei Campioni 1973-1974.
- Zurigo vincitore della Coppa Svizzera 1972-1973 qualificato alla Coppa delle Coppe 1973-1974.
- Grasshoppers e Sion qualificati alla Coppa UEFA 1973-1974.
- Friburgo e Grenchen retrocesse in Lega nazionale B.